# Луїс Ауреліо Колома
Луїс Ауреліо Колома (ісп. Luis Aurelio Coloma; нар. 1962, Кіто) — еквадорський герпетолог.

## Біографія
Народився в Кіто у 1962 році. Випускник Канзаського університету. Працює у Музеї зоології, Центрі біорізноманіття та навколишнього середовища та на Кафедрі біологічних наук Папського католицького університету Еквадору.

## Наукова діяльність
Види описані Луїсом Коломою:
- Atelopus guanujo
- Atelopus nanay
- Atelopus onorei
- Atelopus orcesi
- Colostethus awa
- Colostethus chalcopis
- Colostethus delatorreae
- Colostethus machalilla
- Colostethus maquipucuna
- Colostethus picacho
- Colostethus toachi
- Colostethus wayuu
- Hyloscirtus staufferorum
- Hyloscirtus tapichalaca
- Pristimantis andinognomus
- Pristimantis simonbolivari

## Епоніми
На честь ученого названо види жаб:
- Andinophryne colomai Hoogmoed, 1985
- Noblella coloma Guayasamin & Terán, 2009
- Nymphargus colomai Guayasamin et Hutter, 2020
- Pristimantis colomai (Lynch and Duellman, 1997)